# OVER THE END
『OVER THE END』（オーヴァー・ジ・エンド）は、奥井雅美の通算20作目のシングルである。

## 概要
- 奥井としては初となるアニメーション以外のタイアップがついたシングル。
- ボーナス・トラックとして、クラブ中心のダンスミュージックを中心にして活動しているプロデュースユニット・MOZAMBIQUEが編曲した音源も収録している。
- 当時奥井がパーソナリティを務めていたラジオ番組のタイトルにもなった。
- バックコーラスは奥井本人と矢吹俊郎が担当している。

## 収録曲
| 全作詞: 奥井雅美。 |                                                     |           |           |            |      |
| #                  | タイトル                                            | 作詞      | 作曲      | 編曲       | 時間 |
| 1.                 | 「OVER THE END」                                    | 奥井雅美  | 矢吹俊郎  | 矢吹俊郎   | 4:57 |
| 2.                 | 「Moon」                                            | 奥井雅美  | 奥井雅美  | 佐藤秀樹   | 4:53 |
| 3.                 | 「OVER THE END」(instrumental)                      | 奥井雅美  |           |            | 4:57 |
| 4.                 | 「Moon」(instrumental)                              | 奥井雅美  |           |            | 4:53 |
| 5.                 | 「OVER THE END (MOZAMBIQUE club mix)」(Bonus Track) | 奥井雅美  | 矢吹俊郎  | MOZAMBIQUE | 4:16 |
| 合計時間:          | 合計時間:                                           | 合計時間: | 合計時間: | 23:56      |      |

## 参加ミュージシャン
| OVER THE END - All instruments : 矢吹俊郎 - Sax : 藤陵雅裕 - Chorus : 奥井雅美, 矢吹俊郎 - Mix : 矢吹俊郎 | Moon - Synth-programming & keyboards & guitars : 佐藤秀樹, 矢吹俊郎 - Bass : 佐藤秀樹 - Ac.guitars : 遠藤太郎 - Guitars : 矢吹俊郎 - Chorus : 奥井雅美 - Mix : 矢吹俊郎 | OVER THE END (MOZAMBIQUE club mix) - All instruments : 熊野功雄 - Chorus : Glynis J. Martin, Sr, Brenda Vaughn, 奥井雅美 - Mix : 熊野功雄 |

## メディアでの使用
| # | 曲名             | タイアップ                                   | 出典  |
| - | ---------------- | -------------------------------------------- | ----- |
| 1 | 「OVER THE END」 | テレビ大阪『M-VOICE』4月度オープニングテーマ | [ 2 ] |